# Sipoo

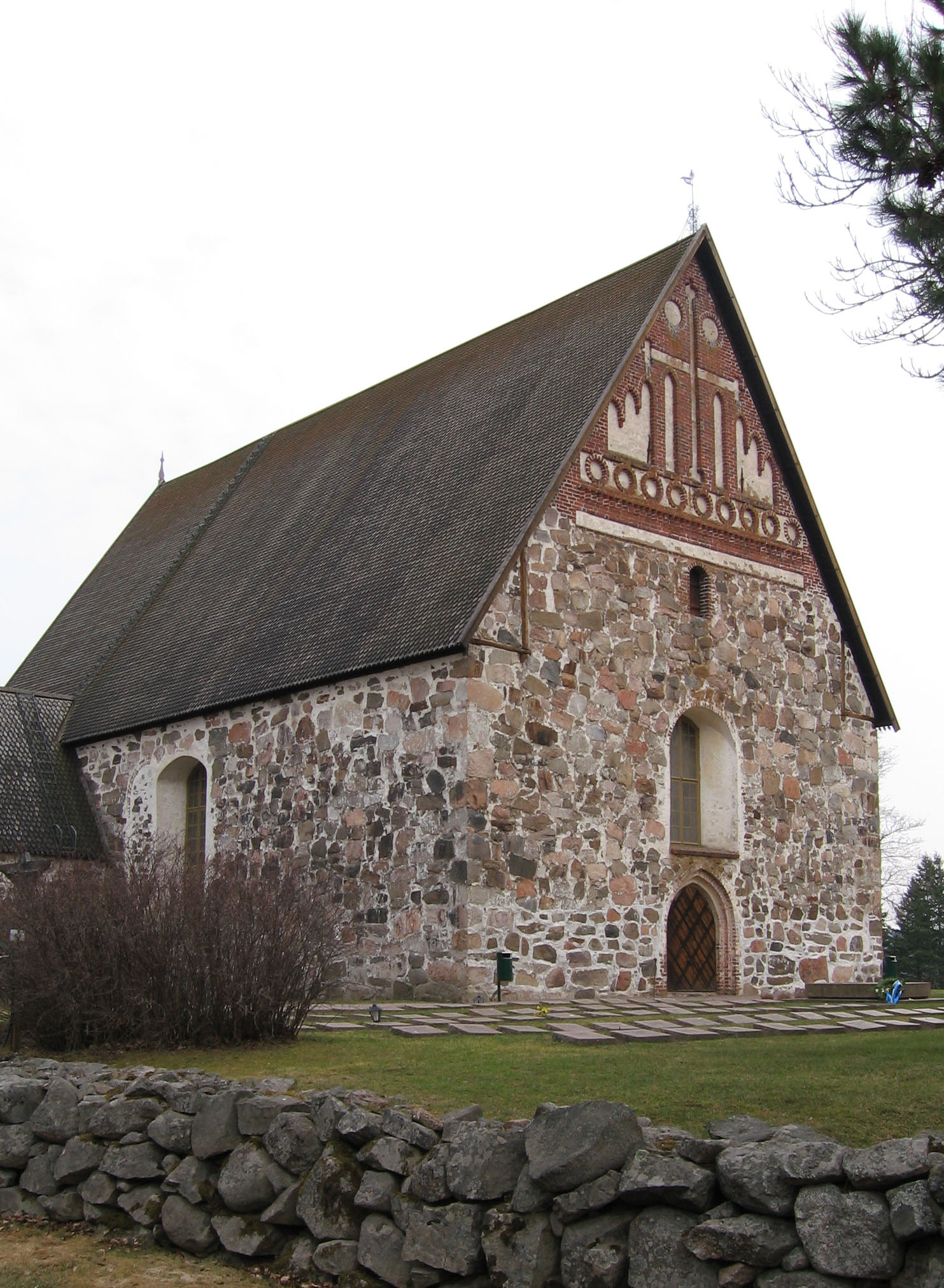
Nhà thờ cũ Sipoo

Sipoo (/ˈsipoː/) ở tiếng Phần Lan hay Sibbo trong tiếng Thụy Điển) là một đô thị của Phần Lan. Thủ phủ là Nikkilä / Nickby (mã bưu chính 04130).
Đô thị này nằm về phía đông Helsinki, tọa lạc tại tỉnh Nam Phần Lan trong vùng Đông Uusimaa. Đô thị Sipoo có dân số 19.609 người (31 tháng 5 năm 2008) với diện tích là 366,75 km² trong đó có 2,65 km² là diện tích mặt nước. Mật độ dân số là 51 người trên mỗi km².
Từng là một đô thị hoàn toàn sử dụng tiếng Thụy Điển, kể từ năm 1953, có hai ngôn ngữ được sử dụng tại đây, với đa số nói tiếng Phần Lan từ năm 2003 (53% dân số), 40% dân số nói tiếng Thụy Điển Phần Lan.
Ngày 26 tháng 6 năm 2006, hội đồng thị xã Sipoo đã quyết định tăng gấp 3 dân số trong 25 năm tới. Quyết định này được đưa ra sau khi Helsinki quyết định sáp nhập một phần đô thị này để giải quyết áp lực tăng dân số. Hội đồng nhà nước Phần Lan đã chấp thuận. Do Helsinki không trực tiếp giáp Sipoo, đô thị Vantaa sẽ phải nhượng khu vực nằm giữa Helsinki và Sipoo. Việc sáp nhập này sẽ được thực hiện ngày 1 tháng 1 năm 2009, nhưng Sipoo đã tranh chấp vụ này và đã đưa lên Tòa án hành chính tối ca Phần Lan.

## Thành phố kết nghĩa
- Aurskog-Høland, Na Uy
- Frederikssund, Đan Mạch
- Kumla, Thụy Điển
- Kuusalu, Estonia